# Simplon (poppodium)
Simplon is een jongerencultuurcentrum in de Nederlandse stad Groningen. Wekelijks worden er popconcerten en dance-avonden georganiseerd.

## Geschiedenis

### Regenjassenfabriek
Simplon was de naam van de regenjassenfabriek (Gebr. Mol Simplon Kleding N.V.), aan een scheepvaartkanaal ten noorden van het centrum van Groningen, het Boterdiep, dat in de 20e eeuw is gedempt. Het Simplon pand (nummer 71) is een bakstenen fabriekspand uit het begin van de 20e eeuw, ooit gebouwd voor de Gerzon’s Vleeschconservenfabriek.

### Jaren 70: hippies en Groninger popcultuur
Groningen is een studentenstad met een bruisende pop- en jongerencultuur. Begin jaren 70 stond het Simplonpand leeg en werd het gekraakt door hippies en kunstenaars die er sessies en concerten organiseerden. Simplon was de opvolger van Chappaqua, een eerder hippiecentrum aan de Zoutstraat dat in de oudjaarsnacht 1972-73 was afgebrand. Later werd het aanleunende pand 69 toegevoegd. Kenmerkend voor de Simplon zaal was 'de kuil': de vloer van het midden van de zaal was verzonken, waardoor een intieme sfeer ontstond.

### Jaren 80: punks en Doe-Het-Zelf
Begin jaren 80 kreeg de punkcultuur de overhand, er werden punkconcerten in Simplon georganiseerd. Simplon was het huispodium van de Boegies, een van Nederlands bekendste punkbands. DIY (Do it Yourself) was in Simplon erg belangrijk: rond de concerten kwamen steeds meer medewerkers die ondersteunende diensten ontplooiden: geluidstechnici, lichttechnici, fotografie, videotechniek, vormgeving, zeefdruk, computerwerkplaats en offset. Nieuwe activiteiten waren de bar, het eethuis en het filmhuis.
Halverwege jaren 80 ondervond het gemeentebestuur van Groningen dat er meer rust op straat kwam als er in kroegen bandjes konden optreden. De regels voor concerten werden verruimd. Het gevolg was een zeer snel opkomende bandjescultuur in Groningen, een bruisende en artistiek groeiende stad. Dankzij deze versoepeling destijds is Groningen nog een van de meest bruisende muzieksteden van Nederland.
Mede door deze ontwikkeling werd door Simplon meer met de afdeling cultuur van de gemeente Groningen samengewerkt, en ging de opgerichte stichting Simplon het pand huren. Er kwam de nadruk te liggen op een vooruitstrevende culturele functie. Er was een zeer hechte sociale en artistieke cultuur rond Simplon ontstaan, met een kleine betaalde staf en een honderdtal actieve vrijwilligers.

### Jaren 90: hoogte- en dieptepunten
In de overgang naar de jaren 90 kwam het voortbestaan van Simplon onder druk te staan: Simplon had financiële problemen en de politiek vond dat Simplon en Vera te veel op elkaar leken. Beide centra werden om en om met stopzetten van de ondersteuning vanuit de gemeente bedreigd. Uiteindelijk werd gekozen voor een cultureel, sociaal uitgangspunt voor Simplon, gefinancierd uit Welzijn.
Uit de videogroep splitste Pavlov Media zich af, ook werden een nieuwe computerafdeling (voor grafisch ontwerp) en een internetafdeling opgericht. Met ruim 150 vrijwilliger en dagelijks publieksactiviteiten, zoals undergroundconcerten, metalconcerten, houseparty's, speelfilms, eethuis en café, en ruim 15 ondersteunende afdelingen, volledig draaiend op vrijwilligers was Simplon op haar hoogtepunt. In 1992 werd het hele Boterdiep afgezet voor een openluchtfestival. Veel medewerkers hebben hier hun carrière gestart: uit Simplon zijn veel bedrijfjes (veelal in de creatieve sector) voortgekomen.
Begin jaren 90 werd onder het welzijnsbeleid een jongerenhotel en fitnessruimte aan de publieksactiviteiten toegevoegd. Ook werden vanuit het welzijnsbeleid re-integrerende medewerkers zoals banenpoolers en weerwerkers aan de staf toegevoegd. De combinatie van het toevoegen van medewerkers die weinig affiniteit met jongerencultuur hebben, toenemende zware financiële lasten vanwege de grote toename in betaalde stafleden zorgde opnieuw voor onrustige tijden.

### Milieuwet en decibels
In 1993 werd bovendien een nieuwe milieuwet van kracht, die niet meer dan 92 dB aan geluid toestond. In de directe omgeving van Simplon werd begin jaren negentig nauwelijks gewoond, en voor zover er gewoond werd was dat voornamelijk door studenten. Een buurtbewoonster die dichter bij Simplon ging wonen gooide echter roet in het eten en bleef klagen over geluidsoverlast. Haar klachten werden serieus genomen door de Groninger Milieudienst die ging optreden, met catastrofale gevolgen voor alle clubs, cafés en podia in Groningen, inclusief Simplon.
Concerten en danceparty's moesten worden afgelast, het geluid van dansavonden werd aan banden gelegd. Een drumstel van een normaal bandje maakt al te veel geluid, waardoor alleen nog maar gedempte en onversterkte optredens konden worden georganiseerd. Ondanks pogingen van de programmering om met deze beperkingen een goede programmering neer te zetten, liet het publiek het massaal afweten, met als gevolg kelderende omzetten, en meer financiële problemen voor Simplon.

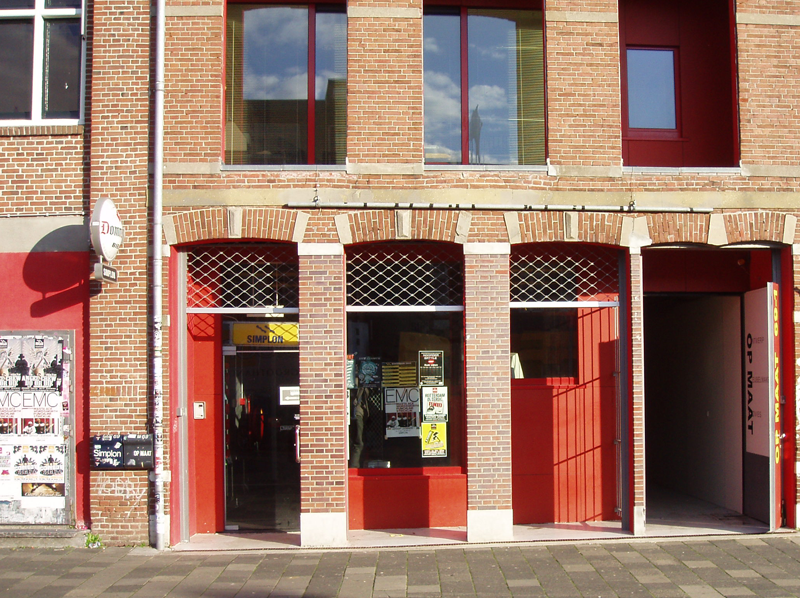
Entree naar de concertzalen

Opnieuw wilde de gemeente Groningen een streep door Simplons budget zetten. Daarop hebben de vrijwilligers van Simplon het pand uit protest bezet: het vertrouwen in de directie werd opgezegd, er werden gesprekken met het bestuur en de gemeente Groningen georganiseerd en er werden wekenlang popfestivals en danceparty's georganiseerd, die recordomzetten genereerden. In combinatie met een strak georganiseerd charmeoffensief, een mediabombardement en opmerkelijke acties zoals woonkamerconcerten en ludieke omzeilingen van de milieuwet werd de publieke opinie bespeeld.
Dit was een eyeopener voor de gemeente en het Simplonbestuur, die voornamelijk het idee hadden dat de Simplon vrijwilligers 'geflipte hangjongeren' waren die sterk begeleid moesten worden. Het tegendeel was waar: de enthousiaste vrijwilligers -vaak 'studiestoppers': studenten die hun studie niet hadden afgemaakt- waren de motor achter het centrum. Het resultaat was dat een afgevaardigde van de vrijwilligers toetrad tot het bestuur, samen met de gemeente een nieuwe directie werd gezocht, de bijdrage werd voortgezet en er bovendien middelen kwamen voor een ingrijpende verbouwing voor de geluidsisolatie van het pand.

### Doorstart
In 1997 was de verbouwing gereed. De nieuwe directie vond het tijd voor een nieuwe start: het beleid was gericht op het afstoten van de oude vrijwilligers en het aantrekken van nieuw bloed, wat echter pas tijdens de zomerstop van 2000 gerealiseerd werd. Simplon ging terug van 150 medewerkers naar circa 50. Veel activiteiten, met name de ondersteunende activiteiten, werden afgestoten, de focus kwam op het podium. Dit heeft ten dele goed uitgepakt: financieel ging het een tijdje redelijk met Simplon, maar veel knowhow is door het afstoten van medewerkers en activiteiten verloren gegaan, en de bruisende sfeer van veel gelijkgezinden die met z'n allen aan creatieve projecten werkten kwam niet meer terug. Ook het volume aan bezoekers bleef achter bij de verwachtingen.
Simplon wijzigde in de periode 2005-2006 haar koers drastisch, van welzijnsinstelling naar cultuur(pop)podium. Er werd ingezet op het jongere publiek met de focus op Dance, Hiphop, Urban en Reggae en daarnaast Pop, Punk, Rock en Metal. Ook werd veel ruimte geboden voor nieuw talent. Voor de nieuwe programmering werden ook nieuwe vrijwilligers aangetrokken. De koerswijziging van welzijn naar cultuur leidde echter wel tot hoge reorganisatie-, vervangings- en adviseringskosten.
Vanaf 2006 werden jongeren en voortrekkers uit de muziekcultuur nauwer betrokken bij de programmering. Er werd een netwerk opgebouwd en een achterban gecreëerd voor de urban-, metal- en dancescene. Voor al deze participanten gold Simplon als de ideale netwerkplek. Ze kwamen in contact met de professionals uit de muziekscene zoals bookers en managers, zowel landelijk als internationaal. Zo hielpen vrijwilligers met het programmeren van concerten en dance-avonden en kregen lokale beginnende acts de kans om in voorprogramma's van de grotere landelijke en internationale acts te spelen. Het resultaat was dat de jongeren zich erg thuis en betrokken voelden in Simplon. Dit werkte vervolgens weer als een stimulans voor de Groninger muziekscene.

### Tweede doorstart: samenwerking met Vera
In november 2013 bleek de programmering echter niet het gewenste resultaat te halen. Er moest zelfs faillissement worden aangevraagd door het bestuur, omdat men de salarissen van de medewerkers niet meer kon betalen. De leiding over het poppodium werd vervolgens overgenomen door het andere middelgrote poppodium van Groningen; Vera. Sindsdien werken beide poppodia meer samen, waarbij de focus van Simplon is komen te liggen op beginnende bandjes die hiphop, r&b, urban, dance en pop maken.